# Episodi di CatDog (seconda stagione)
La seconda stagione della serie animata CatDog, composta da 20 episodi (43 segmenti), è stata trasmessa negli Stati Uniti d'America da Nickelodeon dal 15 febbraio 1999 al 16 marzo 2000.
In Italia è stata trasmessa su Nickelodeon.
| nº  | Titolo originale                | Titolo italiano               | Prima TV USA     | Prima TV Italia |
| --- | ------------------------------- | ----------------------------- | ---------------- | --------------- |
| 1a  | Send in the CatDog              | La guerra della risata        | 15 febbraio 1999 |                 |
| 1b  | Fishing For Trouble             | A pesca di guai               | 15 febbraio 1999 |                 |
| 1c  | Fetch                           | La strana vincita di Cat      | 15 febbraio 1999 |                 |
| 2a  | The Lady is a Shriek            | La trasformazione di Shriek   | 16 febbraio 1999 |                 |
| 2b  | Dog the Mighty                  | SuperDog                      | 16 febbraio 1999 |                 |
| 3a  | Hail the Great Meow Woof        | L'isola dei primitivi         | 17 febbraio 1999 |                 |
| 3b  | Battle of the Bands             | CatDog superstar              | 17 febbraio 1999 |                 |
| 4a  | Adventures in Greaser Sitting   | CatDog babysitter             | 18 febbraio 1999 |                 |
| 4b  | The Cat Club                    | Cat Club                      | 18 febbraio 1999 |                 |
| 4c  | Cat Diggety Dog                 | Cat Diggety Dog               | 18 febbraio 1999 |                 |
| 5a  | Climb Every CatDog              | CatDog in vetta               | 19 febbraio 1999 |                 |
| 5b  | Canine Mutiny                   | Ammutinamento canino          | 19 febbraio 1999 |                 |
| 6a  | Fred the Flying Fish            | Fred il pesce volante         | 22 febbraio 1999 |                 |
| 6b  | CatDog Divided                  | Un CatDog a metà              | 22 febbraio 1999 |                 |
| 7a  | The Unnatural                   | L'innaturale                  | 23 febbraio 1999 |                 |
| 7b  | Dog Ate It                      | Il tuo peso pesante           | 23 febbraio 1999 |                 |
| 7c  | Dopes on Slopes                 | La prova di Cat               | 23 febbraio 1999 |                 |
| 8a  | Spaced Out                      | Avventure nello spazio        | 24 febbraio 1999 |                 |
| 8b  | Nine Lives                      | Nove vite                     | 24 febbraio 1999 |                 |
| 9a  | Dem Bones                       | Le ossa                       | 25 febbraio 1999 |                 |
| 9b  | Winslow's Home Videos           | Filmino di famiglia           | 25 febbraio 1999 |                 |
| 9c  | You're Fired                    | Licenziati!                   | 25 febbraio 1999 |                 |
| 10a | Showdown at Hole 18             | Al circolo del golf           | 26 febbraio 1999 |                 |
| 10b | Sneezie Dog                     | Dog è raffreddato             | 26 febbraio 1999 |                 |
| 11a | It's a Wonderful Half Life      | La vita è un sogno (Anzi due) | 26 luglio 1999   |                 |
| 11b | Shepherd Dog                    | Cane da pastore               | 26 luglio 1999   |                 |
| 12a | Surfin' CatDog                  | CatDog e il surf              | 27 luglio 1999   |                 |
| 12b | Guess Who's Going to Be Dinner! | Indovina chi c'è per cena     | 27 luglio 1999   |                 |
| 13a | Dog Power                       | ElettroDog                    | 28 luglio 1999   |                 |
| 13b | It's a Jungle in Here           | Questa casa è una giungla     | 28 luglio 1999   |                 |
| 14a | The House of CatDog             | Casa CatDog                   | 29 luglio 1999   |                 |
| 14b | CatDog Campers                  | CatDog in campeggio           | 29 luglio 1999   |                 |
| 15a | Let The Games Begin             | Che i giochi abbiano inizio   | 30 luglio 1999   |                 |
| 15b | Winslow Falls in Love           | Amore tra i roditori          | 30 luglio 1999   |                 |
| 16a | Extra! Extra!                   | Ultime notizie                | 13 novembre 1999 |                 |
| 16b | CatDog Squared                  | Il simil-CatDog               | 13 novembre 1999 |                 |
| 17  | A Very CatDog Christmas         | Un vero Natale da CatDog      | 30 novembre 1999 |                 |
| 18a | Royal Dog                       | Dog segugio reale             | 9 marzo 2000     |                 |
| 18b | Springtime for CatDog           | È primavera                   | 9 marzo 2000     |                 |
| 19a | A Dog Ate My Homework           | Il mangiacompiti              | 9 marzo 2000     |                 |
| 19b | The End                         | La profezia                   | 9 marzo 2000     |                 |
| 20a | Cliff's Little Secret           | Il segreto di Cliff           | 26 marzo 2000    |                 |
| 20b | Freak Show                      | Fenomeni da circo             | 26 marzo 2000    |                 |